# Ćwierć-suweren
Ćwierć-suweren – brytyjska moneta bulionowa, emitowana od 2009 roku.
Monety na awersie przedstawiają wizerunek królowej Elżbiety II, a na rewersie Świętego Jerzego i smoka według projektu Benedetto Pistrucciego. Wyjątek stanowią roczniki podane poniżej.
W 2012 roku, z okazji sześćdziesięciolecia panowania Elżbiety II, wydano ćwierć-suwereny z innym rewersem, który zaprojektował Paul Day.
W 2017 roku, z okazji dwustulecia emitowania suwerenów, wydano ćwierć-suwereny z rewersem stosowanym uprzednio dla suwerenów z lat 1817-1820. Znajduje się na nim motto Honi soit qui mal y pense. W odróżnieniu od innych monet tego nominału, na egzemplarzach z tego rocznika data znajduje się na awersie.